# دوري اسطنبول لكرة القدم 1923–24
دوري اسطنبول لكرة القدم 1923–24 (بالتركية: 1923-24 İstanbul Futbol Ligi)‏ هو موسم من دوري اسطنبول لكرة القدم ‏. فاز فيه نادي بشكتاش.